# ATP Challenger Neumünster
Der ATP Challenger Neumünster (offiziell: Neumünster Challenger) war ein Tennisturnier, das zwischen 1996 und 1997 in Neumünster, Schleswig-Holstein, stattfand. Es gehörte zur ATP Challenger Tour und wurde in der Halle auf Teppich gespielt.

## Liste der Sieger

### Einzel
| Jahr | Sieger      | Finalgegner      | Ergebnis      |
| ---- | ----------- | ---------------- | ------------- |
| 1997 | Dick Norman | John van Lottum  | 6:7, 7:6, 7:6 |
| 1996 | Arne Thoms  | Jeff Salzenstein | 6:4, 6:4      |

### Doppel
| Jahr | Sieger                              | Finalgegner                      | Ergebnis |
| ---- | ----------------------------------- | -------------------------------- | -------- |
| 1997 | John-Laffnie de Jager Chris Haggard | Lars Burgsmüller Markus Hantschk | 6:3, 6:1 |
| 1996 | Stephen Noteboom Fernon Wibier      | Patrick Baur Jens Knippschild    | 6:3, 6:4 |